# Józef Kucza (urzędnik)
Józef Wacław Kucza (ur. 31 grudnia 1896 w Sieradzu, zm. wiosną 1940 w Katyniu) – urzędnik, ofiara zbrodni katyńskiej.

## Życiorys
Syn Stefana i Balbiny z domu Szmajda. Od 1914 do 1918 na terenie Rosji kształcił się w szkole realnej i został absolwentem kursów handlowo-buchalteryjnych. Po odzyskaniu przez Polskę niepodległości brał udział w wojnie polsko-bolszewickiej 1919–1920 w szeregach 42 Pułku Piechoty. W okresie II Rzeczypospolitej był urzędnikiem - naczelnikiem wydziału w Ministerstwie Skarbu. W maju 1938 został prezesem Państwowego Banku Rolnego, zaś u kresu II Rzeczypospolitej w 1939 zasiadał w komisji rewizyjnej banku.
Jego żoną była Maria z domu Karwowska, z którą miał syna Jerzego.
Po wybuchu II wojny światowej 1939, kampanii wrześniowej i agresji ZSRR na Polskę z 17 września 1939 został aresztowany przez Sowietów jako cywil. Był przetrzymywany w obozie w Kozielsku. Wiosną 1940 został przetransportowany do Katynia i rozstrzelany przez funkcjonariuszy Obwodowego Zarządu NKWD w Smoleńsku oraz pracowników NKWD przybyłych z Moskwy na mocy decyzji Biura Politycznego KC WKP(b) z 5 marca 1940. Został pochowany na terenie obecnego Polskiego Cmentarza Wojennego w Katyniu, gdzie w 1943 jego ciało zidentyfikowano podczas ekshumacji prowadzonych przez Niemców pod numerem 162 (dosł. określony jako Kucza Waclaw Josef). Przy zwłokach Józefa Kuczy zostały odnalezione: list, wizytówka, notatnik.

## Ordery i odznaczenia
- Krzyż Kawalerski Orderu Odrodzenia Polski (11 listopada 1934)[4]
- Złoty Krzyż Zasługi (27 grudnia 1929)[5]